# (612239) 2001 QC298
(612239) 2001 QC298, também escrito como (612239) 2001 QC298, é um objeto transnetuniano que está localizado no cinturão de Kuiper, uma região do Sistema Solar. Ele é classificado como um cubewano. O mesmo possui uma magnitude absoluta de 6,3 e, tem um diâmetro com cerca de 235 quilômetros, por isso é pouco provável que o mesmo possa ser classificado como um planeta anão, devido ao seu tamanho relativamente pequeno. Este corpo celeste é um sistema binário, o outro componente, o S/2002 (612239) 1, possui um diâmetro estimado em cerca de 192 quilômetros.

## Descoberta
(612239) 2001 QC298 foi descoberto no dia 21 de agosto de 2001 por Marc W. Buie.

## Órbita
A órbita de (612239) 2001 QC298 tem uma excentricidade de 0,123 e possui um semieixo maior de 46,266 UA. O seu periélio leva o mesmo a uma distância de 40,580 UA em relação ao Sol e seu afélio a 51,953 UA.